# Храм Введения во храм Пресвятой Богородицы у Салтыкова моста
Храм Введения во храм Пресвятой Богородицы у Салтыкова моста — православный храм в районе Лефортово в Москве. Относится к Петропавловскому благочинию Московской епархии. До 1931 года храм был единоверческим, с 1990-х — православный.

## История храма
Храм Введения стал первой единоверческой церковью, построенной после возникновения единоверия. Деревянный храм Введенской единоверческой общины построили в 1801 году, а каменный храм (дошедший до наших дней) построили к 1829 году. Рядом в 1819 году была построена единоверческая Троицкая церковь, которая изначально задумывалась как летняя. Введенская же церковь выполняла функции тёплого зимнего храма. Церковь выстроена в стиле русский ампир.
В 1931 году храм был закрыт и осквернён. Купола и барабаны церкви были сломаны. В 1966 году в здании церкви разместили вытрезвитель. С 1970-х годов там располагалась лаборатория института, здание было частично отреставрировано.
В начале 1990-х годов здание было передано Московскому патриархату, после чего храм был возрождён как православный. В 1992 года на день Святой Троицы состоялось первое богослужение. Реставрационные работы были продолжены. В 2000-х годах была восстановлена роспись XIX века. Сохранилась церковная ограда XIX века. Вместе с соседним храмом Троицы Живоначальной у Салтыкова моста образует единый храмовый комплекс.

## Духовенство
- Настоятель и председатель приходского совета иеромонах Иоанн (Лудищев)
- Клирик храма иерей Николай Конюхов
- Клирик храма иеромонах Никон (Белавенец)
- Клирик храма диакон Андрей Яцков[2]

## Святыни
- Местночтимая Боголюбская икона Божией Матери
- Икона великомученика и целителя Пантелеймона с частицей его мощей
- Икона святителя Николая Чудотворца с частицей его мощей
- Икона святителя Спиридона Тримифунтского с частицей его мощей
- Икона блаженной Матроны Московской с частицей рубашечки (срачицы), в которой она была похоронена
- Икона преподобного Александра Свирского с частицей его мощей
- Икона священномученика Серафима Звездинского, епископа Дмитровского, с фрагментом облачения и священномученика Симона Шлеёва, епископа Уфимского[3]